# 马库尼亚加
马库尼亚加（義大利語：Macugnaga），是意大利韦尔巴诺-库西亚-奥索拉省的一个市镇。总面积98平方公里，人口611人，人口密度6.2人/平方公里（2009年）。ISTAT代码为103039。